# Delaware County (Iowa)
Das Delaware County ist ein County im US-amerikanischen Bundesstaat Iowa. Im Jahr 2020 hatte das County 17.488 Einwohner und eine Bevölkerungsdichte von 11,7 Einwohnern pro Quadratkilometer. Der Verwaltungssitz (County Seat) ist Manchester.

## Geografie
Das County liegt im Nordosten von Iowa, ist im Nordosten etwa 20 km vom Mississippi entfernt, der die Grenze zu Wisconsin und Illinois bildet. Das Delaware County hat eine Fläche von 1500 Quadratkilometern, wovon drei Quadratkilometer Wasserfläche sind.
Von Nordwesten nach Südosten wird das County vom Maquoketa River durchflossen, einem rechten Nebenfluss des Mississippi.
An das Delaware County grenzen folgende Nachbarcountys:
| Fayette County  | Clayton County           |                |
| Buchanan County | Kompass                  | Dubuque County |
|                 | Linn County Jones County |                |

## Geschichte
Das Delaware County wurde 1837 gebildet. Benannt wurde es wahrscheinlich nach der Herkunft einiger Siedler, dem Delaware County in New York.

## Bevölkerung
Nach der Volkszählung im Jahr 2010 lebten im Delaware County 17.764 Menschen in 7187 Haushalten. Die Bevölkerungsdichte betrug 11,9 Einwohner pro Quadratkilometer. In den 7187 Haushalten lebten statistisch je 2,41 Personen.
Ethnisch betrachtet setzte sich die Bevölkerung zusammen aus 98,6 Prozent Weißen, 0,3 Prozent Afroamerikanern, 0,1 Prozent amerikanischen Ureinwohnern, 0,3 Prozent Asiaten sowie aus anderen ethnischen Gruppen; 0,6 Prozent stammten von zwei oder mehr Ethnien ab. Unabhängig von der ethnischen Zugehörigkeit waren 0,8 Prozent der Bevölkerung spanischer oder lateinamerikanischer Abstammung.
25,2 Prozent der Bevölkerung waren unter 18 Jahre alt, 58,2 Prozent waren zwischen 18 und 64 und 16,6 Prozent waren 65 Jahre oder älter. 50,0 Prozent der Bevölkerung war weiblich.
Das jährliche Durchschnittseinkommen eines Haushalts lag bei 48.574 USD. Das Prokopfeinkommen betrug 22.681 USD. 9,3 Prozent der Einwohner lebten unterhalb der Armutsgrenze.

## Ortschaften im Delaware County
Citys
| - Colesburg - Delaware - Delhi - Dundee | - Dyersville1 - Earlville - Edgewood2 - Greeley | - Hopkinton - Manchester - Masonville - Ryan |

Unincorporated Communities
| - Dutchtown - Oneida - Osterdock - Petersburg | - Robinson - Rockville - Sand Spring - Thorpe |

1 – teilweise im Dubuque County

2 – teilweise im Clayton County

## Gliederung
Das Delaware County ist in 16 Townships eingeteilt:
| Township               | Einwohner (2010) | FIPS     |
| ---------------------- | ---------------- | -------- |
| Adams Township         | 730              | 19-90006 |
| Bremen Township        | 959              | 19-90330 |
| Coffins Grove Township | 616              | 19-90750 |
| Colony Township        | 795              | 19-90783 |
| Delaware Township      | 6204             | 19-90948 |
| Delhi Township         | 1012             | 19-90957 |
| Elk Township           | 577              | 19-91179 |
| Hazel Green Township   | 378              | 19-91899 |

| Township             | Einwohner (2010) | FIPS     |
| -------------------- | ---------------- | -------- |
| Honey Creek Township | 1009             | 19-91980 |
| Milo Township        | 1216             | 19-92946 |
| North Fork Township  | 468              | 19-93132 |
| Oneida Township      | 1504             | 19-93177 |
| Prairie Township     | 327              | 19-93483 |
| Richland Township    | 572              | 19-93582 |
| South Fork Township  | 1118             | 19-93945 |
| Union Township       | 279              | 19-94200 |